# SEAT Alhambra
SEAT Alhambra este un vehicul de tip furgonetă produs de constructorul spaniol SEAT. În ciuda unei restilizări derulate în 2000, este foarte similară modelului original din 1996. Alhambra a fost creată în urma unui acord de partajare a tehnologiei între Ford și Grupul Volkswagen, motiv pentru care împarte multe dintre componente și trăsături de design cu Ford Galaxy și VW Sharan. Toate aceste trei modele erau construite pe aceași linie de producție, în Palmela, Portugalia, până la retragerea Ford din acord. Alaba are șapte locuri, însă cele cinci locuri din spate pot fi mutate sau chiar scoase pentru a spori spațiul de încărcare. Există o singură motorizare pe benzină de 2,0 cu 115CP și trei motorizări diesel: 1,9 TDI 115CP, 1,9 TDI 115CP cu transmise integrală și diferențial central Haldex și 2,0 TDI 140 CP. 